# Канарская борьба
Канарская борьба — разновидность борьбы, распространенная на Канарских островах (Испания).
Этот вид борьбы заключается в том, чтобы использовать силу противника для того, чтобы выбить его из равновесия и заставить коснуться пола любой частью тела, за исключением стоп ног. В отличие от других видов борьбы, в канарской борьбе не допускается борьба на земле и боевые захваты. Её истоки лежат в традиционной борьбе канарских аборигенов. С недавнего времени в этом виде борьбы участвуют как мужчины, так и женщины.

## История
Считается, что первые обитатели Канарских островов, получившие общее имя гуанчи, практиковали подобные поединки для разрешения внутриплеменных конфликтов. По причине ограниченных контактов между островами каждое племя разработало свой свод правил.
В раннем XV веке канарская борьба выполнялась с захватом за пояс. В цикле статей «Исследования обычаев. Борьба и борцы» Хулиан Сирило Морено описывает находку в пещерах острова Гран-Канария мумифицированного тела знаменитого борца гуанчей Артагуя Бенагуая Семидана Бенчоро Ангинегая. На его теле хорошо сохранился обмотанный вокруг бедер ремень для борьбы, сделанный из растений и овечьих жил. В начале XVII века, спустя 130 лет после испанского завоевания островов, канарский историк, врач и поэт Антонио де Виана в своей поэме максимально детально, с фольклорными подробностями, описал поединок гуанчей, на который они выходили обнаженными, в специальных поясах и с намазанными маслом ногами.
Примерно до конца первой трети XX века соревнования организовывались между различными поселками, северной и южной частью одного острова или между островами. Любопытно, что первый полный свод правил канарской борьбы был разработан в 1872 году на Кубе. А уже в 1960 году создается общий регламент, единый для всех островов архипелага.

## Практика
Канарская борьба — это спортивное противоборство двух противников, которые начинают поединок в положении стоя друг напротив друга и захватив противника за пояс или манжету специальных шортов или пояса. В течение максимум 90 секунд каждый из них пытается, не выходя за пределы круглого борцовского ринга, сбить противника с ног и вынудить его коснуться пола какой-то частью тела. Для этого борцы используют различные приемы захвата или блокировки, или mañas, выполняемые c помощью рук и ног. Запрещено наносить удары.
Внутри канарской борьбы существуют различные системы: командные соревнования, будь то поединок из трех раундов, непрерывная борьба или все против всех; индивидуальные поединки, которые могут проводиться исходя из весовых категорий или целей. Самые распространенные соревнования обычно проводятся между командами, по двенадцать борцов в каждой, представители которых борются один на один. В командных соревнованиях выигрывает команда с наибольшим числом участников, сумевших устоять на ногах по результатам поединков. Борцовский ринг, или terrero, представляет собой песчаную арену, на которой размечены два круга диаметром 15 и 17 метров.
Поединок начинается с выхода борцов в центр ринга, где они отдают дань традиции, пожимая друг другу руки в знак уважения и дружбы. Затем они становятся друг напротив друга, широко расставив ноги, наклонившись в поясе под прямым углом и прижавшись плечами друг к другу, и выполняют левой рукой захват шорт или специального борцовского пояса противника с правой стороны. Правые руки борцов в этот момент находятся в вертикальном положении. После того, как арбитр убедится в правильности стартовых позиций борцов, он дает свисток началу раунда, называемого в канарской борьбе la agarrada.

## Приемы борьбы
Прием, или maña в канарской борьбе — это движение или серия движений, направленная на то, чтобы сбить противника с ног, не нанося ему ударов. В подобных движениях могут быть задействованы ноги, руки и туловище, всегда с соблюдением определённых правил. Все приемы можно разделить на три основных группы:

### Приемы захвата
Эти приемы состоят в захвате какой-то части тела противника, чтобы попытаться сбить его с ног, приподняв от земли и заставив потерять равновесие. К ним относятся захват бедра (cogida de muslo), захват лодыжки (cogida de tobillo), захват подколенного сухожилия (cogida de corva), «половник» («cucharón»), захват с подъёмом («sacón») и «козья ножка» («pata de cabra») в различных вариациях, и многие другие.

### Приемы блокировки
Эти приемы состоят в блокировке движения какой-либо части тела противника, как руками, так и ногами, чтобы дестабилизировать его и заставить коснуться арены без удушения или вывиха. Некоторые примеры: толчок изнутри (toque por dentro), толчок сзади (toque para atrás), толчок снаружи (toque por fuera), каракули (garabato), подножка (traspiés), буревестник (pardelera) и пр.

### Приемы уклонения
Эти приемы состоят в уклонении телом от движений противника и попытке дестабилизировать его за счет приложенной им силы. Среди таких приемов можно упомянуть: уклонение (desvío), излом (tronchada), толчок изнутри (toque por dentro) и пустота (vacío).